# NUF2
NUF2‏ (NUF2, NDC80 kinetochore complex component) هوَ بروتين يُشَفر بواسطة جين NUF2 في الإنسان.
يُشفّر هذا الجين بروتينًا يُشبه إلى حد كبير جين Nuf2 في الخميرة، وهو مُكوّن من مُركّب بروتيني محفوظ مُرتبط بالسنترومير. يختفي جين Nuf2 من الخميرة من السنترومير خلال الطور التمهيدي للانقسام المنصف عندما تفقد السنتروميرات ارتباطها بجسم القطب المغزلي، ويلعب دورًا تنظيميًا في فصل الكروموسومات.
وُجد أن البروتين المُشفّر مُرتبط بالسنتروميرات في خلايا HeLa الانقسامية، مما يُشير إلى أن هذا البروتين مُشابه وظيفيًا لجين Nuf2 في الخميرة. وقد وُصفت مُتغيّرات مُنسوخة مُتصلة بطريقة بديلة تُشفّر نفس البروتين.